# Dalekovod
Dalekovod d.d. er en kroatisk ingeniør- og el-infrastruktur-virksomhed. De designer, producerer og bygger el-infrastruktur og telekommunikations-infrastruktur. Dalekovod blev etableret som en statsejet virksomhed i 1949 og blev restruktureret som et aktieselskab i 1993. Selskabet blev desuden børsnoteret på Zagreb Stock Exchange.